# Piasco
Piasco es una localidad y comune italiana de la provincia de Cuneo, región de Piamonte, con 2.797 habitantes.

## Evolución demográfica
| Gráfica de evolución demográfica de Piasco entre 1861 y 2001 |
|                                                              |
| Fuente ISTAT - elaboración gráfica de Wikipedia              |